# 終止式

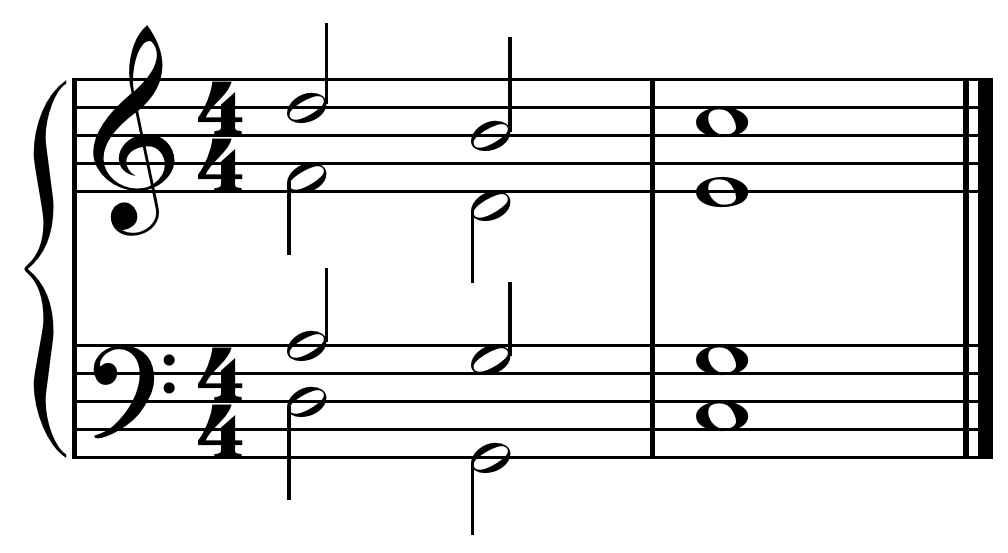
完全正格終止：C大調ii-V-I進行、四聲部和聲

終止（Cadence）是指以旋律或和聲上的配置作為樂曲的解決或歇止。在調性音樂中終止是用來強調樂句的主音（"Tonic"）的主要方法。
和聲終止（Harmonic cadence）指以最少兩個和弦的進行作出終止。节奏終止（Rhythmic cadence）指以一個节奏的模式標示樂曲的終止。
終止也有強弱之分，弱終止標記樂曲的停頓，強終止標記樂句的歇止，而終止的強弱取決於其"完結"的感覺，此外具有終止的和弦進行但沒有"完結"的感覺也不能算是終止。

## 常見終止分類

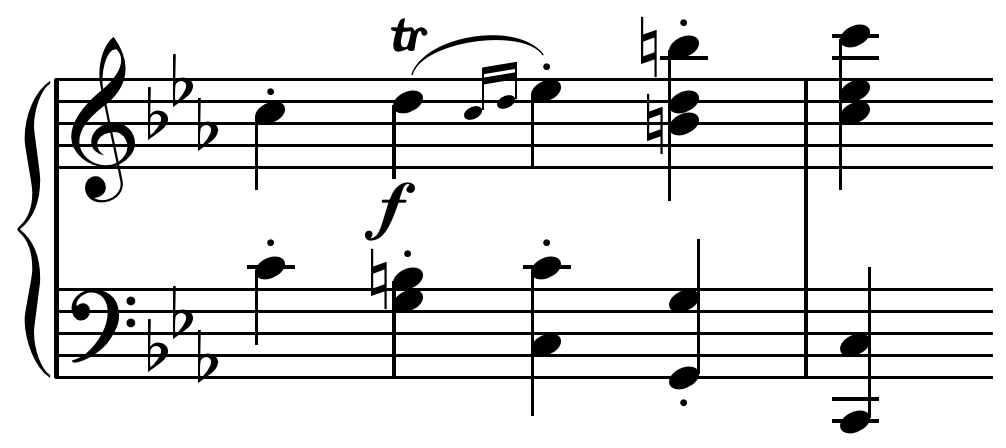
PAC (貝多芬鋼琴奏鳴曲, Op. 13)

### 正格終止
正格終止（"Authentic cadence"）指V-I或IV-V-I進行，當中屬七和弦可以替代屬和弦。這終止可以說是大部分調性音樂的必然收結。

#### 完满正格終止
- 完满正格終止[4]（"Perfect authentic cadence/PAC"）：此終止的和弦皆在它們的根音之上，而主音也在最後的和弦之頂。除了大調的V-I進行外，小調的V-i也可以屬於此終止。普遍來說，這種和弦是最強的一種[5]，可以完全地達致和聲和旋律上的終結[6]。

#### 不完满正格終止
- 不完满[4]（"Imperfect authentic cadence/IAC"）：可分為三類。
  - 原位IAC：主音並非为最後和弦最高音。
  - 轉位IAC：一個或多個和弦出現轉位。
  - 導音IAC：V和弦變成被viio和弦所代替（但依然解決到I和弦上）。

#### 迴避終止
- 迴避終止（"Evaded cadence"）：V4
2-I6
[7]。

#### 完全終止
- 完全终止[8]：终止处最末的和声功能为主功能，倒数第二个和声功能为属功能，倒数第三个和声功能为下属功能。此终止涵盖调内三大自然功能，最能体现调性。

### 半終止

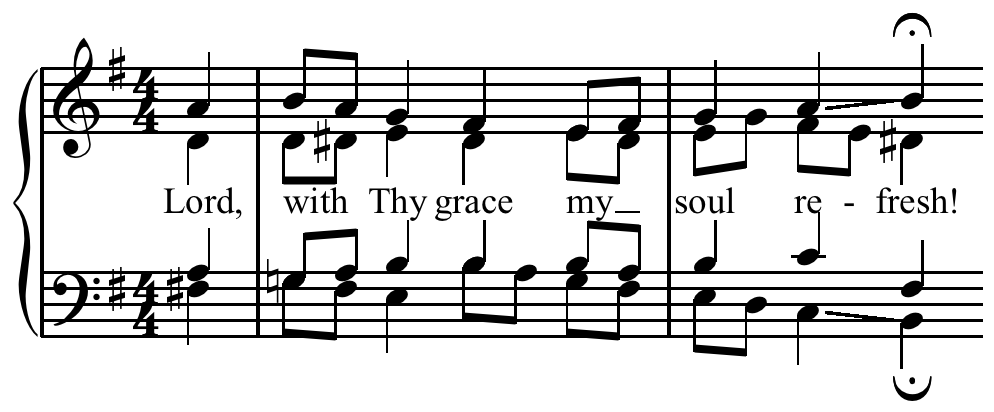
弗里吉亞終止 (巴赫Schau Lieber Gott, BWV153)

#### 正格半终止
正格半終止(Authentic half cadence；又称正格半收终止)：用属功能的和声结束的终止式叫做正格半终止。以V和弦作結的終止，之前的可以是V、ii、IV、V/V、K{\displaystyle _{4}^{6}}或I等等的和弦。此終止給人未完或延續的感覺，因此通常來說是弱終止，並預告樂曲的繼續。
- 弗里吉亞終止(Phrygian cadence)：iv6-V進行的終止。此終止因低音部分的半音行進很像弗里吉亞調式中的II-I終止而得名。此終止源於文藝復興時期，因此它聽起來也有古老的感覺(尤其它之前有v和弦時)。[13]另外巴洛克時期常用的做法是以此和弦終結一個緩慢的樂章，緊接着的是一個快樂章。[14]

- 呂底亞終止(Lydian cadence)

- 勃艮第終止(Burgundian cadences)

#### 变格半终止
变格半终止(Plagal half cadence；又称变格半收终止)：用下属功能的和声结束的终止式叫做变格半终止。一般以IV级和弦结束，偶尔也可能以ii级和弦结束，之前一般是主功能和声，如I、vi、iii等，也可能是离调和弦。总的来说，变格半终止在古典时期德奥音乐中极为罕见。

### 變格終止

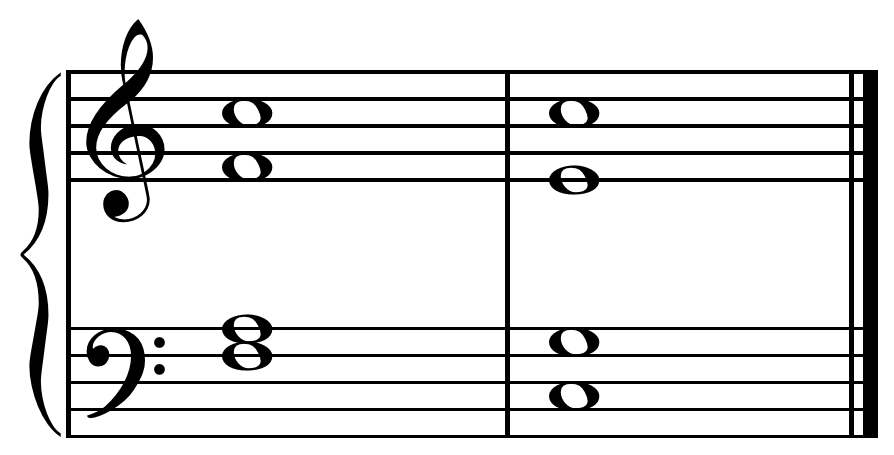
變格終止(C大調IV-I進行)

變格終止(Plagal cadence)：也被稱為阿门终止(Amen cadence)，由於它經常出現於聖詩中阿們歌詞的部分。它為IV-I進行，但由於未能達到為樂曲的調性提供解決，在古典主義曲目中不常見，IV-I進行通常伴隨着正格終止。另外，I-IV-I進行有機會被解讀成V-I-V。

### 阻礙終止

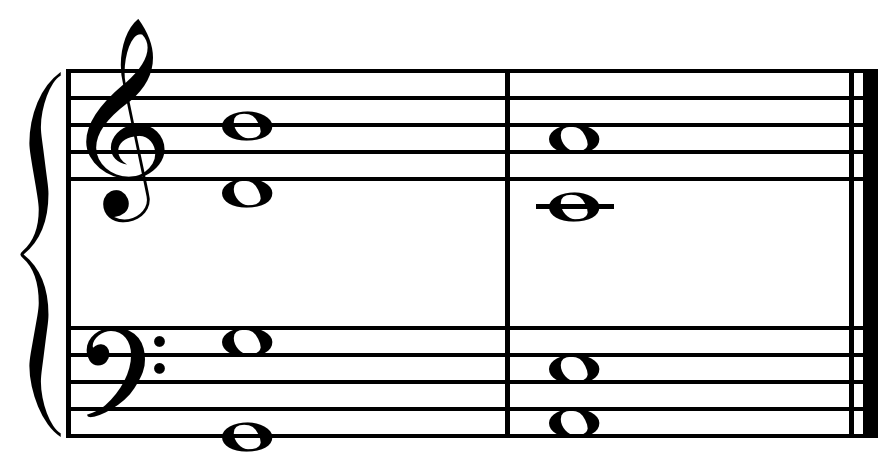
阻礙終止(C大調V-vi進行)

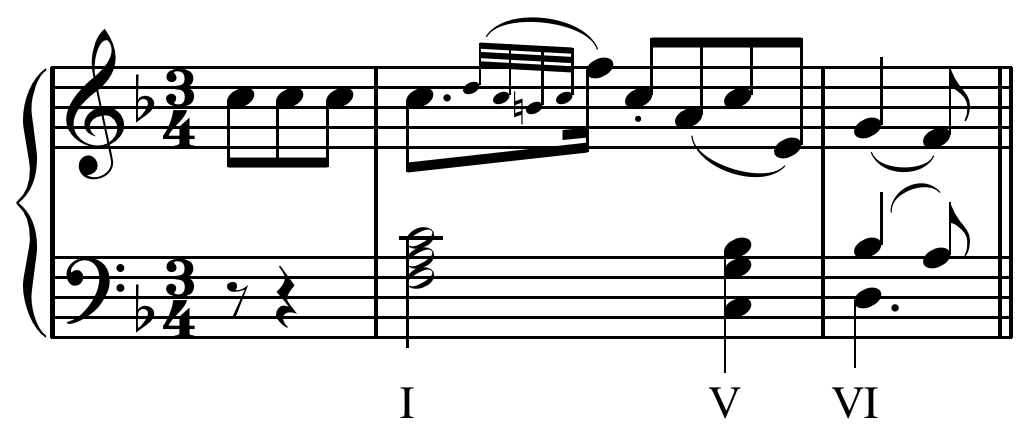
莫札特第10號鋼琴奏鳴曲第二樂章中的阻礙終止

阻礙終止(Interrupted cadence/Deceptive cadence)：以属功能和弦（一般是V或V7）起但不以I作結(通常是大调的vi或小调的VI、偶尔也出现大调的IV6、小调的iv6等等)。它為一個弱終止，因為它創造了一個懸念。由于V级和弦后一般期待的是I级和弦，但是在阻碍终止里，I级和弦本应该出现的位置被vi级和弦替代了，给听众形成了一种意外的音响效果，因此，阻碍终止属于意外进行的一种。
阻碍进行是指在乐句任意位置属功能和弦进行到vi级和弦的过程，当阻碍进行发生在乐句末尾时，我们称之为阻碍终止；因此，阻碍终止是阻碍进行的一种。阻碍进行也是意外进行的一种。